# Großer Preis von Spanien 1975
Der Große Preis von Spanien 1975 (offiziell XXI Gran Premio de España) fand am 27. April auf dem Circuit de Montjuïc in Barcelona statt und war das vierte Rennen der Automobil-Weltmeisterschaft 1975.

## Berichte

### Hintergrund
Fast zwei Monate nach dem Großen Preis von Südafrika stand der Spanien-GP auf dem Programm, der gemäß dem jährlichen Wechsel mit der Rennstrecke Circuito Permanente del Jarama in diesem Jahr erneut auf dem temporären Rennkurs am Montjuïc in Barcelona stattfinden sollte.
In der Zwischenzeit hatten zwei nicht zur Weltmeisterschaft zählende Formel-1-Rennen stattgefunden. Tom Pryce hatte diese Gelegenheit genutzt, um mit einem Sieg beim Race of Champions in Brands Hatch die Konkurrenzfähigkeit des Shadow DN5 unter Beweis zu stellen. Die International Trophy in Silverstone hatte Niki Lauda mit dem neuen Ferrari 312T für sich entscheiden.
Das Team von Frank Williams trat mit einem neuen Wagen und einem neuen Fahrer in Spanien an. Da nämlich Jacques Laffite an einem zeitgleich stattfindenden Formel-2-Rennen auf dem Nürburgring teilnahm, erhielt Tony Brise die Chance auf sein Grand-Prix-Debüt. Es gab zudem noch zwei weitere Debütanten an diesem Wochenende, und zwar Alan Jones, der in einem privaten Hesketh an den Start ging, sowie Roelof Wunderink, der einen neuen Hauptsponsor für Ensign Racing mitbrachte, wodurch dem Team der erste Auftritt in der Saison 1975 ermöglicht wurde.
Graham Hill ließ sich in seinem eigenen Team von François Migault vertreten. Dieser steuerte somit den zweiten nun offiziell als „Hill GH1“ bezeichneten Wagen neben Stammfahrer Rolf Stommelen, wodurch das bisherige Lola-Kundenteam endgültig als eigenständiges Werksteam mit der Bezeichnung „Embassy Hill“ galt.

### Training
Gleich zu Beginn des Wochenendes wurde festgestellt, dass die Leitplanken der temporären Rennstrecke nur unzureichend befestigt worden waren und auch die sonstigen Vorbereitungen hinsichtlich der Sicherheit nicht den üblichen Standards entsprachen. Die Fahrervereinigung GPDA beschloss daraufhin unter Federführung des amtierenden Weltmeisters Emerson Fittipaldi, den Grand Prix zu bestreiken.
Von den Stammfahrern nahm daraufhin nur Jacky Ickx, der kein Mitglied der GPDA war, am ersten Training teil. Außer ihm fuhr lediglich Vittorio Brambilla eine gezeitete Runde, die er jedoch bewusst langsam absolvierte. Die Veranstalter sicherten daraufhin zu, die Sicherheitsvorkehrungen im Verlauf der folgenden Nacht zu verbessern. Um dies in der Kürze der Zeit zu ermöglichen, wurden auch vereinzelt Mechaniker der Rennteams zur Mithilfe herangezogen.
Am zweiten Trainingstag waren die Fahrer nach wie vor nicht mit dem Ergebnis der Arbeiten zufrieden und boykottierten das Training weiterhin. Neben Ickx absolvierten am Samstagvormittag lediglich Bob Evans und Neuling Roelof Wunderink offizielle Trainingsrunden. Daraufhin drohte der Veranstalter damit, das gesamte Formel-1-Material, das sich im zum Fahrerlager umfunktionierten Estadi de Montjuïc befand, zu beschlagnahmen, sofern die Fahrer sich weiterhin weigerten, das Training aufzunehmen. Als zudem die CSI verlautbarte, dass die Sicherheitsvorkehrungen ausreichend seien, gaben die Teams nach und alle Piloten nahmen an der Qualifikation teil. Einzig Emerson Fittipaldi blieb konsequent, indem er lediglich drei bewusst langsame Runden absolvierte und sich weigerte, am Rennen teilzunehmen.
Die beiden Ferrari-Piloten Niki Lauda und Clay Regazzoni qualifizierten sich für die erste Startreihe. Die zweite Reihe teilte sich James Hunt mit Mario Andretti. Es folgten Vittorio Brambilla und John Watson. Aufgrund der verkürzten Trainingszeit kam es zu einigen ungewohnten Platzierungen. So qualifizierten sich beispielsweise die zum Kreis der Favoriten zählenden Jody Scheckter auf Tyrrell sowie die beiden Brabham von Carlos Reutemann und Carlos Pace lediglich für die Plätze 13, 14 und 15.

### Rennen
Kurz nach dem Start versuchte Brambilla den direkt vor ihm gestarteten Andretti zu überholen. Dabei kollidierten die beiden, woraufhin Andretti in das Heck von Laudas Ferrari prallte. Dieser schied aus, nachdem er seinerseits in die Seite von Regazzonis Wagen gedrückt worden war. Dieser schaffte zwar den Weg in die Box und nahm das Rennen nach einem Reparaturstopp wieder auf, lag jedoch aussichtslos zurück. Dadurch gelangte Hunt in die Spitzenposition vor Andretti, Watson, Stommelen, Brambilla und Pace.
Für drei weitere Piloten endete das Rennen bereits nach nur einer Runde, wobei Wilson Fittipaldi und Arturo Merzario bewusst aufgaben, um ihren Protest gegenüber den Veranstaltern zu demonstrieren. Patrick Depailler schied hingegen wegen einer defekten Aufhängung aus.
In der vierten Runde ereignete sich an Jody Scheckters Wagen ein Motorschaden, wodurch Öl auf die Strecke gelangte. Infolgedessen verunfallten Alan Jones sowie Penske-Pilot Mark Donohue an dieser Stelle. Drei Runden später folgte ihnen James Hunt. Andretti führte dadurch vor Watson und Stommelen. Im Laufe der folgenden Runden fiel Watson wegen Handlingproblemen zurück und Andretti schied wegen eines Aufhängungsschadens aus. Rolf Stommelen gelangte dadurch in die Führungsposition vor Carlos Pace, Ronnie Peterson, Jochen Mass und Jacky Ickx. Peterson schied in der 24. Runde im Zuge eines missglückten Überrundungsmanövers gegen François Migault aus.
Zwei Runden später brach der Heckflügel am Wagen des führenden Stommelen. Er prallte unkontrolliert in die Leitplanke und wurde von dieser auf die Strecke zurückgeschleudert. Daraufhin musste der unmittelbar folgende Pace ausweichen, um eine Kollision zu verhindern. Im Zuge dessen verunfallte er, während Stommelens Wagen die Leitplanken auf der gegenüberliegenden Fahrbahnseite berührte und sich über diese hinweg überschlug. Vier der dort sich aufhaltenden Personen (ein Zuschauer, zwei Journalisten und ein Feuerwehrmann) starben und Stommelen selbst erlitt schwere Verletzungen. Die mit dieser chaotischen Situation überforderten Veranstalter trafen erst vier Runden später die Entscheidung, das Rennen abzubrechen. Unterdessen war Jacky Ickx von Jochen Mass überholt worden, der somit seinen ersten und einzigen Grand-Prix-Sieg erreichte. Jean-Pierre Jarier kam als Dritter ins Ziel, wurde jedoch mit einer Zeitstrafe belegt, da er zuvor Reutemann unter gelben Flaggen überholt hatte.
Da zum Zeitpunkt des Abbruchs zwar mehr als 30 %, aber weniger als 60 % der geplanten Renndistanz absolviert worden war, erhielten die Fahrer auf den Punkterängen 1 bis 6 zum ersten Mal in der Geschichte der Formel 1 gemäß dem FIA-Reglement nur die halbe Punktzahl.
Darunter befand sich auch Lella Lombardi, die als Sechstplatzierte 0,5 Punkte erhielt. Dabei handelt es sich bis heute um die einzige Punkteplatzierung einer Frau in der Formel 1.
Die Entscheidung von Emerson Fittipaldi, der bereits abgereist war, erwies sich letztendlich als richtig. Als Konsequenz aus den Ereignissen fand seither kein Formel-1-Rennen mehr auf dieser Rennstrecke statt.

## Meldeliste
| Team                             | Nr. | Fahrer             | Chassis         | Motor                    | Reifen |
| -------------------------------- | --- | ------------------ | --------------- | ------------------------ | ------ |
| Marlboro Team Texaco             | 01  | Emerson Fittipaldi | McLaren M23     | Ford Cosworth DFV 3.0 V8 | G      |
| Marlboro Team Texaco             | 02  | Jochen Mass        | McLaren M23     | Ford Cosworth DFV 3.0 V8 | G      |
| Elf Team Tyrrell                 | 03  | Jody Scheckter     | Tyrrell 007     | Ford Cosworth DFV 3.0 V8 | G      |
| Elf Team Tyrrell                 | 04  | Patrick Depailler  | Tyrrell 007     | Ford Cosworth DFV 3.0 V8 | G      |
| John Player Team Lotus           | 05  | Ronnie Peterson    | Lotus 72E       | Ford Cosworth DFV 3.0 V8 | G      |
| John Player Team Lotus           | 06  | Jacky Ickx         | Lotus 72E       | Ford Cosworth DFV 3.0 V8 | G      |
| Martini Racing                   | 07  | Carlos Reutemann   | Brabham BT44B   | Ford Cosworth DFV 3.0 V8 | G      |
| Martini Racing                   | 08  | Carlos Pace        | Brabham BT44B   | Ford Cosworth DFV 3.0 V8 | G      |
| Beta Team March                  | 09  | Vittorio Brambilla | March 751       | Ford Cosworth DFV 3.0 V8 | G      |
| Lavazza March                    | 10  | Lella Lombardi     | March 751       | Ford Cosworth DFV 3.0 V8 | G      |
| Scuderia Ferrari SpA SEFAC       | 11  | Clay Regazzoni     | Ferrari 312T    | Ferrari 015 3.0 F12      | G      |
| Scuderia Ferrari SpA SEFAC       | 12  | Niki Lauda         | Ferrari 312T    | Ferrari 015 3.0 F12      | G      |
| Stanley B.R.M.                   | 14  | Bob Evans          | BRM P201        | BRM P200 3.0 V12         | G      |
| UOP Shadow Racing Team           | 16  | Tom Pryce          | Shadow DN5      | Ford Cosworth DFV 3.0 V8 | G      |
| UOP Shadow Racing Team           | 17  | Jean-Pierre Jarier | Shadow DN5      | Ford Cosworth DFV 3.0 V8 | G      |
| Team Surtees                     | 18  | John Watson        | Surtees TS16    | Ford Cosworth DFV 3.0 V8 | G      |
| Frank Williams Racing Cars       | 20  | Arturo Merzario    | Williams FW04   | Ford Cosworth DFV 3.0 V8 | G      |
| Frank Williams Racing Cars       | 21  | Tony Brise         | Williams FW03   | Ford Cosworth DFV 3.0 V8 | G      |
| Embassy Racing with Graham Hill  | 22  | Rolf Stommelen     | Hill GH1        | Ford Cosworth DFV 3.0 V8 | G      |
| Embassy Racing with Graham Hill  | 23  | François Migault   | Hill GH1        | Ford Cosworth DFV 3.0 V8 | G      |
| Hesketh Racing                   | 24  | James Hunt         | Hesketh 308     | Ford Cosworth DFV 3.0 V8 | G      |
| Custom Made Harry Stiller Racing | 25  | Alan Jones         | Hesketh 308     | Ford Cosworth DFV 3.0 V8 | G      |
| Vel’s Parnelli Jones Racing      | 27  | Mario Andretti     | Parnelli VPJ4   | Ford Cosworth DFV 3.0 V8 | G      |
| Penske Cars                      | 28  | Mark Donohue       | Penske PC1      | Ford Cosworth DFV 3.0 V8 | G      |
| Copersucar-Fittipaldi            | 30  | Wilson Fittipaldi  | Copersucar FD02 | Ford Cosworth DFV 3.0 V8 | G      |
| HB Bewaking Team Ensign          | 31  | Roelof Wunderink   | Ensign N174     | Ford Cosworth DFV 3.0 V8 | G      |

## Klassifikationen

### Startaufstellung
| Pos. | Fahrer             | Konstrukteur    | Zeit   | Ø-Geschwindigkeit | Start |
| ---- | ------------------ | --------------- | ------ | ----------------- | ----- |
| 01   | Niki Lauda         | Ferrari         | 1:23,4 | 163,597 km/h      | 01    |
| 02   | Clay Regazzoni     | Ferrari         | 1:23,5 | 163,401 km/h      | 02    |
| 03   | James Hunt         | Hesketh-Ford    | 1:23,8 | 162,816 km/h      | 03    |
| 04   | Mario Andretti     | Parnelli-Ford   | 1:23,9 | 162,622 km/h      | 04    |
| 05   | Vittorio Brambilla | March-Ford      | 1:24,2 | 162,043 km/h      | 05    |
| 06   | John Watson        | Surtees-Ford    | 1:24,3 | 161,851 km/h      | 06    |
| 07   | Patrick Depailler  | Tyrrell-Ford    | 1:24,4 | 161,659 km/h      | 07    |
| 08   | Tom Pryce          | Shadow-Ford     | 1:24,5 | 161,467 km/h      | 08    |
| 09   | Rolf Stommelen     | Hill-Ford       | 1:24,7 | 161,086 km/h      | 09    |
| 10   | Jean-Pierre Jarier | Shadow-Ford     | 1:25,0 | 160,518 km/h      | 10    |
| 11   | Jochen Mass        | McLaren-Ford    | 1:25,2 | 160,141 km/h      | 11    |
| 12   | Ronnie Peterson    | Lotus-Ford      | 1:25,3 | 159,953 km/h      | 12    |
| 13   | Jody Scheckter     | Tyrrell-Ford    | 1:25,4 | 159,766 km/h      | 13    |
| 14   | Carlos Pace        | Brabham-Ford    | 1:25,8 | 159,021 km/h      | 14    |
| 15   | Carlos Reutemann   | Brabham-Ford    | 1:25,8 | 159,021 km/h      | 15    |
| 16   | Jacky Ickx         | Lotus-Ford      | 1:26,2 | 158,283 km/h      | 16    |
| 17   | Mark Donohue       | Penske-Ford     | 1:26,3 | 158,100 km/h      | 17    |
| 18   | Tony Brise         | Williams-Ford   | 1:26,4 | 157,917 km/h      | 18    |
| 19   | Roelof Wunderink   | Ensign-Ford     | 1:26,6 | 157,552 km/h      | 19    |
| 20   | Alan Jones         | Hesketh-Ford    | 1:26,7 | 157,370 km/h      | 20    |
| 21   | Wilson Fittipaldi  | Copersucar-Ford | 1:27,2 | 156,468 km/h      | 21    |
| 22   | François Migault   | Hill-Ford       | 1:27,9 | 155,222 km/h      | 22    |
| 23   | Bob Evans          | B.R.M.          | 1:28,8 | 153,649 km/h      | 23    |
| 24   | Lella Lombardi     | March-Ford      | 1:30,3 | 151,096 km/h      | 24    |
| 25   | Arturo Merzario    | Williams-Ford   | 1:54,3 | 119,370 km/h      | 25    |
| 26   | Emerson Fittipaldi | McLaren-Ford    | 2:10,2 | 104,793 km/h      | DNS   |

### Rennen
| Pos. | Fahrer             | Konstrukteur    | Runden | Stopps | Zeit       | Start | Schnellste Runde |
| ---- | ------------------ | --------------- | ------ | ------ | ---------- | ----- | ---------------- |
| 01   | Jochen Mass        | McLaren-Ford    | 29     | 0      | 0:42:53,7  | 11    | 1:25,8 (22.)     |
| 02   | Jacky Ickx         | Lotus-Ford      | 29     | 0      | + 1,1      | 16    | 1:26,1 (22.)     |
| 03   | Carlos Reutemann   | Brabham-Ford    | 28     | 0      | + 1 Runde  | 15    | 1:27,2 (16.)     |
| 04   | Jean-Pierre Jarier | Shadow-Ford     | 28     | 1      | + 1 Runde  | 10    | 1:25,4 (25.)     |
| 05   | Vittorio Brambilla | March-Ford      | 28     | 1      | + 1 Runde  | 05    | 1:26,0 (21.)     |
| 06   | Lella Lombardi     | March-Ford      | 27     | 0      | + 2 Runden | 24    | 1:30,2 (08.)     |
| 07   | Tony Brise         | Williams-Ford   | 27     | 0      | + 2 Runden | 18    | 1:26,5 (18.)     |
| 08   | John Watson        | Surtees-Ford    | 26     | 1      | + 3 Runden | 06    | 1:25,5 (17.)     |
| –    | Clay Regazzoni     | Ferrari         | 25     | 1      | NC         | 02    | 1:25,8 (21.)     |
| –    | Rolf Stommelen     | Hill-Ford       | 25     | 0      | DNF        | 09    | 1:26,2 (16.)     |
| –    | Carlos Pace        | Brabham-Ford    | 25     | 0      | DNF        | 14    | 1:25,8 (25.)     |
| –    | Tom Pryce          | Shadow-Ford     | 23     | 0      | DNF        | 08    | 1:26,0 (19.)     |
| –    | Ronnie Peterson    | Lotus-Ford      | 23     | 0      | DNF        | 12    | 1:26,0 (08.)     |
| –    | Roelof Wunderink   | Ensign-Ford     | 20     | 0      | DNF        | 19    | 1:28,5 (16.)     |
| –    | François Migault   | Hill-Ford       | 18     | 0      | NC         | 22    | 1:27,1 (11.)     |
| –    | Mario Andretti     | Parnelli-Ford   | 16     | 0      | DNF        | 04    | 1:25,1 (14.)     |
| –    | Bob Evans          | B.R.M.          | 7      | 0      | DNF        | 23    | 1:30,8 (07.)     |
| –    | James Hunt         | Hesketh-Ford    | 6      | 0      | DNF        | 03    | 1:25,7 (03.)     |
| –    | Jody Scheckter     | Tyrrell-Ford    | 3      | 0      | DNF        | 13    | 1:27,0 (03.)     |
| –    | Mark Donohue       | Penske-Ford     | 3      | 0      | DNF        | 17    | 1:29,1 (03.)     |
| –    | Alan Jones         | Hesketh-Ford    | 3      | 0      | DNF        | 20    | 1:29,6 (03.)     |
| –    | Patrick Depailler  | Tyrrell-Ford    | 1      | 0      | DNF        | 07    | 1:46,1 (01.)     |
| –    | Wilson Fittipaldi  | Copersucar-Ford | 1      | 0      | DNF        | 21    | 2:18,8 (01.)     |
| –    | Arturo Merzario    | Williams-Ford   | 1      | 0      | DNF        | 25    | 2:23,5 (01.)     |
| –    | Niki Lauda         | Ferrari         | 0      | 0      | DNF        | 01    | –                |

## WM-Stände nach dem Rennen
Die ersten sechs des Rennens bekamen Punkt(e) – aufgrund des Abbruchs des Rennens vor Erreichen von 60 % der geplanten Renndistanz jedoch nur die Hälfte des üblichen Wertes: 4½, 3, 2, 1½, 1 bzw. ½ Punkt. In der Konstrukteurswertung zählten nur die Punkte des bestplatzierten Fahrers eines Teams. Es zählten nur die besten sieben Ergebnisse aus den ersten acht Rennen und die besten fünf aus den letzten sechs Rennen. Streichresultate sind in Klammern gesetzt.

### Fahrerwertung
| Pos. | Fahrer             | Konstrukteur          | Punkte |
| ---- | ------------------ | --------------------- | ------ |
| 01   | Emerson Fittipaldi | McLaren-Ford          | 15     |
| 02   | Carlos Pace        | Brabham-Ford          | 12     |
| 03   | Carlos Reutemann   | Brabham-Ford          | 12     |
| 04   | Jochen Mass        | McLaren-Ford          | 9,5    |
| 05   | Jody Scheckter     | Tyrrell-Ford          | 9      |
| 06   | James Hunt         | Hesketh-Ford          | 7      |
| 07   | Patrick Depailler  | Tyrrell-Ford          | 6      |
| 08   | Clay Regazzoni     | Ferrari               | 6      |
| 09   | Niki Lauda         | Ferrari               | 5      |
| 10   | Jacky Ickx         | Lotus-Ford            | 3      |
| 11   | Jean-Pierre Jarier | Shadow-Ford           | 1,5    |
| 12   | Vittorio Brambilla | March-Ford            | 1      |
| 13   | Lella Lombardi     | March-Ford            | 0,5    |
| 14   | Mark Donohue       | Penske-Ford           | 0      |
| 15   | Mario Andretti     | Parnelli-Ford         | 0      |
| 16   | Rolf Stommelen     | Lola-Ford / Hill-Ford | 0      |
| 17   | Tony Brise         | Williams-Ford         | 0      |

| Pos. | Fahrer            | Konstrukteur    | Punkte |
| ---- | ----------------- | --------------- | ------ |
| 18   | Tom Pryce         | Shadow-Ford     | 0      |
| 19   | John Watson       | Surtees-Ford    | 0      |
| 20   | Graham Hill       | Lola-Ford       | 0      |
| 21   | Ronnie Peterson   | Lotus-Ford      | 0      |
| 22   | Jacques Laffite   | Williams-Ford   | 0      |
| 23   | Guy Tunmer        | Lotus-Ford      | 0      |
| 24   | Wilson Fittipaldi | Copersucar-Ford | 0      |
| 25   | Eddie Keizan      | Lotus-Ford      | 0      |
| 26   | Dave Charlton     | McLaren-Ford    | 0      |
| 27   | Bob Evans         | B.R.M.          | 0      |
| –    | Arturo Merzario   | Williams-Ford   | 0      |
| –    | Mike Wilds        | B.R.M.          | 0      |
| –    | Ian Scheckter     | Tyrrell-Ford    | 0      |
| –    | Roelof Wunderink  | Ensign-Ford     | 0      |
| –    | François Migault  | Hill-Ford       | 0      |
| –    | Alan Jones        | Hesketh-Ford    | 0      |

### Konstrukteurswertung
| Pos. | Konstrukteur | Punkte |
| ---- | ------------ | ------ |
| 01   | Brabham-Ford | 21     |
| 02   | McLaren-Ford | 20,5   |
| 03   | Tyrrell-Ford | 11     |
| 04   | Ferrari      | 8      |
| 05   | Hesketh-Ford | 7      |
| 06   | Lotus-Ford   | 3      |
| 07   | Shadow-Ford  | 1,5    |
| 08   | March-Ford   | 1      |

| Pos. | Konstrukteur    | Punkte |
| ---- | --------------- | ------ |
| 09   | Williams-Ford   | 0      |
| 10   | Penske-Ford     | 0      |
| 11   | Parnelli-Ford   | 0      |
| 12   | Lola-Ford       | 0      |
| 13   | Surtees-Ford    | 0      |
| 14   | B.R.M.          | 0      |
| –    | Copersucar-Ford | 0      |
| –    | Hill-Ford       | 0      |